# Великодобронский зоологический заказник
Великодобронский зоологический заказник располагается в пределах Ужгородского и Мукачевского районов Закарпатской области Украины, к северо-востоку от села Великая Добронь. Был организован согласно постановлению Совета министров УССР от 28.10.1974 года № 500. Статус заказника получен согласно решению Закарпатского облисполкома от 25.07.1972 года № 243 и закреплён решением от 23.10.1984 года № 253. Занимаемая площадь составляет 1736 га.
В пойме реки Латорица и её притоков охраняется массив дубово-ясеневого леса, который является местом жительства различных видов животных и птиц, таких как: европейская косуля, дикая свинья, белка, европейская норка, барсук, ондатра, фазан, серая куропатка, серая цапля и другие. Обитает также лесной кот, занесённый в Красную книгу Украины. Заказник является местом постоянного гнездования и концентрации во время перелётов значительного количества водоплавающих птиц, среди которых филин, серый журавль, змееяд, а также занесённый в Красную книгу Украины чёрный аист. Из растений встречаются рябчик шахматный, водяной орех плавающий, также занесённые в Красную книгу Украины.
Заказник входит в состав Регионального ландшафтного парка «Притисянский».